# Simyra (bướm đêm)
Simyra  là một chi bướm đêm thuộc họ Noctuidae.

## Loài
- Simyra albovenosa Goeze, 1781
- Simyra dentinosa Freyer, 1838
- Simyra insularis (Herrich-Schäffer, 1868)
- Simyra nervosa Denis & Schiffermüller, 1775
- Simyra splendida Staudinger, 1888